# Divize F 2023/2024
Divize F 2023/2024 byla 5. ročníkem moravskoslezské Divize F, která je jednou ze skupin 4. nejvyšší soutěže ve fotbale v Česku. Tento ročník začal 4. srpna 2023 úvodními zápasy 1. kola a skončil 15. června 2024.

## Formát soutěže
V sezóně se utkalo 16 týmů každý s každým dvoukolovým systémem podzim–jaro.

## Změny proti předchozímu ročníku
- Z MSFL 2022/23 sestoupilo mužstvo MFK Vítkovice.
- Do MSFL 2023/24 postoupilo mužstvo MFK Karviná „B“.
- Do Divize E byly přesunuty týmy FK Nový Jičín a SK Jiskra Rýmařov.
- Z Přeboru Moravskoslezského kraje postoupily týmy FK Vratimov a FK Řepiště.
- Z Divize E byly přesunuty týmy FK Šumperk a TJ Valašské Meziříčí.

## Konečná tabulka
Zdroj: 
| Poř. | Tým                       | Z  | V  | R  | P  | VG | OG | B  |
| ---- | ------------------------- | -- | -- | -- | -- | -- | -- | -- |
| 1.   | TJ Unie Hlubina           | 30 | 18 | 6  | 6  | 65 | 30 | 60 |
| 2.   | SFC Opava „B“             | 30 | 17 | 5  | 8  | 67 | 41 | 56 |
| 3.   | MFK Havířov               | 30 | 14 | 13 | 3  | 61 | 31 | 55 |
| 4.   | FK Bohumín                | 30 | 14 | 10 | 6  | 47 | 34 | 52 |
| 5.   | FK Vratimov               | 30 | 15 | 4  | 11 | 67 | 65 | 49 |
| 6.   | FK SK Polanka             | 30 | 14 | 7  | 9  | 51 | 34 | 49 |
| 7.   | MFK Vítkovice (S)         | 30 | 14 | 6  | 10 | 67 | 48 | 48 |
| 8.   | ŠSK Bílovec               | 30 | 14 | 5  | 11 | 38 | 42 | 47 |
| 9.   | FK Šumperk                | 30 | 13 | 6  | 11 | 50 | 33 | 45 |
| 10.  | SK Frenštát pod Radhoštěm | 30 | 10 | 8  | 12 | 45 | 52 | 38 |
| 11.  | TJ Valašské Meziříčí      | 30 | 10 | 7  | 13 | 49 | 57 | 37 |
| 12.  | FK Krnov                  | 30 | 9  | 9  | 12 | 34 | 44 | 36 |
| 13.  | FK Řepiště                | 30 | 9  | 4  | 17 | 45 | 59 | 31 |
| 14.  | TJ Břidličná              | 30 | 8  | 4  | 18 | 31 | 59 | 28 |
| 15.  | FK Jeseník                | 30 | 5  | 9  | 16 | 30 | 57 | 24 |
| 16.  | FC Slavoj Olympia Bruntál | 30 | 3  | 3  | 24 | 26 | 89 | 12 |

- Z = Odehrané zápasy; V = Vítězství; R = Remízy; P = Prohry; VG = Vstřelené góly; OG = Obdržené góly; B = Body; (S) = Mužstvo sestoupivší z vyšší soutěže; (N) = Mužstvo postoupivší z nižší soutěže (nováček)

|  | Postup do MSFL 2024/25                            |
|  | Sestup do Přeboru Olomouckého kraje 2024/25       |
|  | Sestup do Přeboru Moravskoslezského kraje 2024/25 |